# ورزشگاه رومئو آنکونتانی
 ورزشگاه رومئو آنکونتانی  (به ایتالیایی: Stadio Romeo Anconetani) ورزشگاهی در شهر پیزا در کشور ایتالیا است.
بازی‌های خانگی باشگاه فوتبال پیزا در این ورزشگاه برگزار می‌شود.